# Электронное правительство

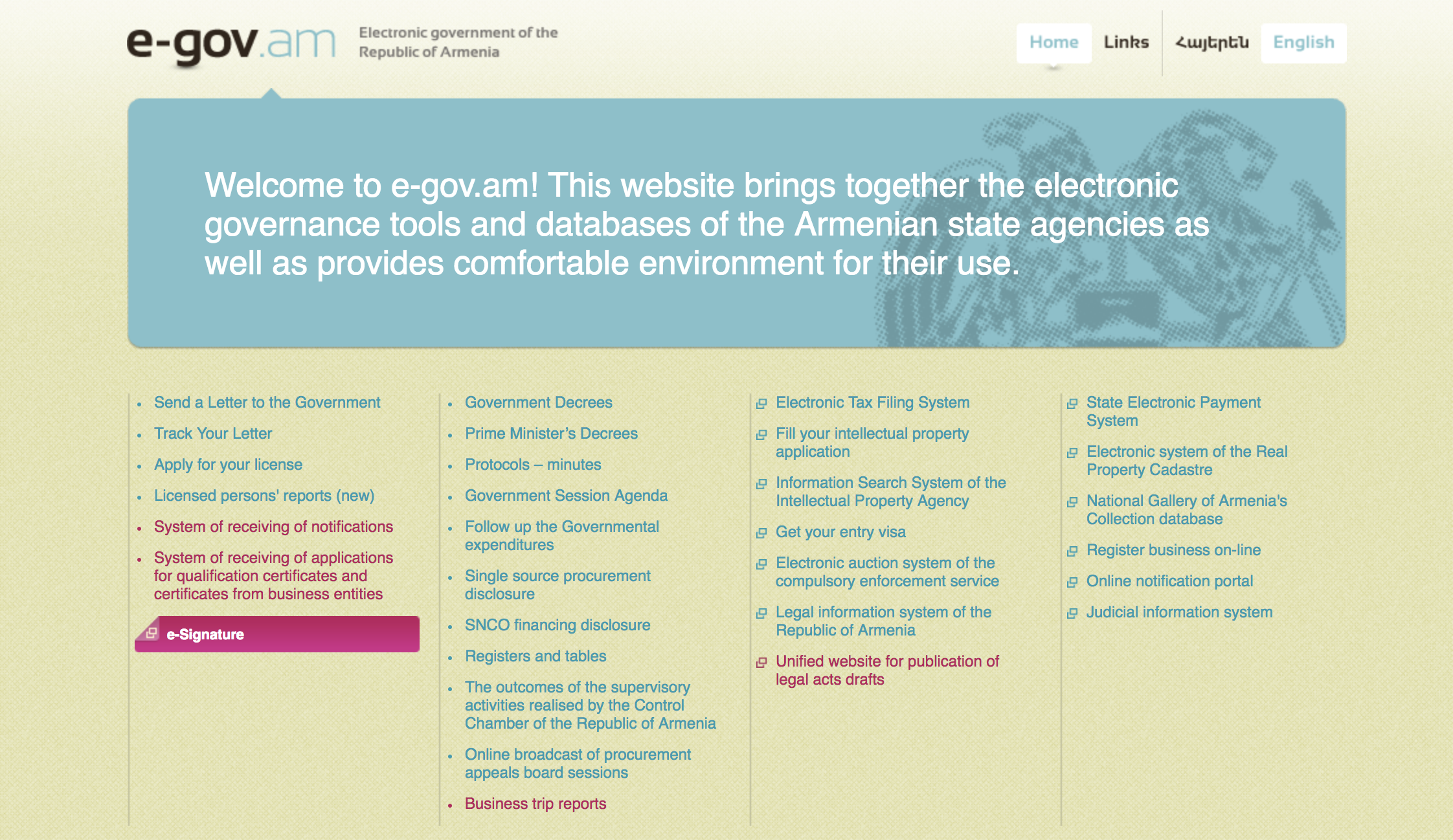
Сайт «электронного правительства» Армении

Электро́нное прави́тельство (англ. e-Government) — правительство, которое взаимодействует с органами государственной власти, гражданами, организациями в электронном формате с минимальным личным (физическим) взаимодействием.
Электронное правительство базируется на системе электронного документооборота, системах автоматизации управления государством и других информационных системах.
Концепция электронного правительства возникла в начале 1990-х годов. С развитием Интернета правительства разных стран стали все чаще использовать информационно-коммуникационные технологии в практической деятельности.
Рейтинг развития электронного правительства в 2024 году, который составляется раз в два года Департаментом по экономическим и социальным вопросам ООН, возглавили Дания, Эстония и Сингапур.

## Модели электронного правительства
К 2017 году в мире известны и применяются 4 модели электронного правительства:
- Континентально-европейская модель
- Англо-американская модель
- Азиатская модель
- Российская модель

Континентально-европейская модель. Для данной модели характерно наличие надгосударственных институтов, чьи рекомендации должны исполняться всеми странами Евросоюза; высокая степень интеграции, что проявляется в единой валюте, едином информационном пространстве, в подготовке новой единой Конституции и тд.; законодательство, регламентирующее информационные отношения в европейском информационном пространстве. Применение технологий в этой модели прежде всего ориентировано на нужды граждан-пользователей. Источник: Кулькаев Г. А., Мозалёва Н. И., Леонтьев Д. Н. Анализ отечественного и зарубежного опыта проектного управления в сфере реализации концепции электронного правительства //Государственное управление. Электронный вестник. – 2022. – №. 92. – С. 7-23. URL: https://cyberleninka.ru/article/n/analiz-otechestvennogo-i-zarubezhnogo-opyta-proektnogo-upravleniya-v-sfere-realizatsii-kontseptsii-elektronnogo-pravitelstva
Британо-американская модель. Модель широко используется в США, Канаде и Великобритании. В США созданы информационные супермагистрали, которые обеспечивают гражданам получение информации о государственном управлении. Все услуги открыты, прозрачны, а правительство несет большую ответственность перед населением. В программе Великобритании, которая называется «Электронные граждане, электронный бизнес, электронное правительство. Стратегическая концепция обслуживания общества в информационную эпоху» сделан акцент на решение следующих проблем: расширение области предоставляемых услуг, наиболее эффективное использование социальной информации, создание условий для полного охвата. Основной целью для Великобритании является освобождение государственных служащих от выполнения рутинных работ.
Азиатская модель. Данной модели присущ специфический тип управления. Основной акцент сделан на удовлетворение информационных потребностей населения и внедрения информационных технологий в систему культуры и образования. Создание единого информационного пространства в рамках всей страны не только усиливает позиции государства, но и ставит в практическую плоскость основной принцип демократии: народ — источник и носитель власти.
Российская модель. Основными целями программы являются повышение эффективности функционирования экономики, государственного и местного управления, создание условий для свободного доступа к информации и получения необходимых услуг. Всего в программе предусмотрено развитие по девяти направлениям, основными из них являются обеспечение открытости в деятельности органов и совершенствование деятельности органов государственной власти и местного самоуправления.
К недостаткам моделей электронного правительства, особенно на ранних этапах его построения, следует отнести излишне «механический» способ перевода традиционных государственных и муниципальных услуг в электронный вид. Перевод в электронный вид государственных услуг обычно не включает в себя выявление неэффективных и устаревших нормативных документов, осуществление мер по их отмене, коррекции и разработке новых законов, приказов и положений — так как это требует организации сложного процесса координации экспертной работы и процессов нормотворчества, и времени на эту работу. Рабочие группы по созданию электронного правительства в основном финансируются из бюджета, в них преобладают государственные служащие и поиск компромисса с другими участниками экосистемы не предполагается, или происходит с трудом. Такой технократический подход к автоматизации государственных услуг при несомненном повышении удобства их использования гражданами и организации, в итоге существенно не улучшает деловой климат и не меняет содержание взаимодействия между субъектами. В процессе оказания ряда государственных услуг, ввиду невозможности нормативно отменить традиционный «бумажный» документооборот, происходит дублирование традиционного и бумажного документооборота, что ведет к повышению бюджетных затрат на поддержку обоих процессов и вызывает у экспертов вопросы об экономической эффективности и государственной целесообразности такого подхода к их автоматизации.
Поэтому процесс поиска новых моделей электронного правительства не прекращается, что находит отражение в появлении новых парадигм, таких как информационное общество.

## Задачи электронного правительства
Электронное правительство:
1. создание новых форм взаимодействия госорганов;
2. оптимизация предоставления правительственных услуг населению и бизнесу;
3. поддержка и расширение возможностей самообслуживания граждан;
4. рост технологической осведомленности и квалификации граждан;
5. повышение степени участия всех избирателей в процессах руководства и управления страной;
6. снижение воздействия фактора географического местоположения;

Электронное правительство обеспечивает:
- эффективное и менее затратное администрирование;
- кардинальное изменение взаимоотношений между обществом и правительством;
- совершенствование демократии и повышение ответственности власти перед народом.

В условиях развития информационно-коммуникационных технологий все сферы деятельности государственных органов в электронном виде являются востребованными гражданами и организациями различных форм собственности. Актуальность данного направления подчеркивается динамичностью развития таких сфер как, социальная (ФСС, Пенсионный Фонд, ФМС), юридическая (адвокатура, нотариат, судопроизводство), экономическая (бюджет, финансы, налоги), культурная (наука, образование), медицинская, муниципальная сфера (ЖКХ) и т. д.
«Проектное управление» — это разработка, формирование, внедрение, координация и реализация проектов, стратегий, программ информатизации и связи в исполнительные органы государственной власти и подведомственные им организации в целях обеспечения потребности населения, государственных органов, органов местного самоуправления и организаций в доступе к услугам связи, информационным ресурсам и информационном взаимодействии.
Основные задачи менеджера проектов:
- реализации программ развития информатизации и связи, в том числе системы «электронное правительство»;
- координирует и продвигает работу по внедрению новейших технологий в части информатизации и связи в исполнительных органах государственной власти;
- оптимизация и регламентирование процессов планирования, контроля, корректировки планов проектов;
- отслеживание хода выполнения целевых программ, реализуемых Министерством;
- аналитика результатов и формирование отчетности по факту реализации мероприятий в области развития информатизации и связи;
- подготовка проектной документации для участия в федеральных конкурсах.

## Цель
Электронное правительство не является дополнением или аналогом традиционного правительства, а лишь определяет новый способ взаимодействия на основе активного использования информационно-коммуникационных технологий (ИКТ) в целях повышения эффективности предоставления государственных услуг.
В будущем электронное правительство «одного окна» станет более актуально, чем сегодня. Эта тенденция будет являться следствием развития социальных сетей web 2.0. Данные технологии существенно расширяют возможности политической коммуникации и позволяют достичь новых форм интеграции между правительством, бизнесом и гражданами.
В настоящее время не существует единой концепции электронного правительства. Имеется лишь набор общих требований, выполнения которых граждане и бизнес вправе ожидать от правительства информационного общества. Различные категории потребителей объединяет единое стремление получить более эффективные средства доступа к информации с тем, чтобы уменьшить стоимость транзакций, сделать взаимодействие с государственными органами более простым, быстрым и комфортным."
Таким образом, ЭП имеет следующие основные цели:
- оптимизация предоставления правительственных услуг населению и бизнесу;
- повышение степени участия всех избирателей в процессах руководства и управления страной;
- поддержка и расширение возможностей самообслуживания граждан;
- рост технологической осведомленности и квалификации граждан;
- снижение воздействия фактора географического местоположения.

Таким образом, создание ЭП должно обеспечить не только более эффективное и менее затратное администрирование, но и кардинальное изменение взаимоотношений между обществом и правительством. В конечном счете это приведет к совершенствованию демократии и повышению ответственности власти перед народом.
Виды взаимодействия:
- Между государством и гражданами (G2C, Government-to-Citizen);[источник не указан 1438 дней]
- Между государством и бизнесом (G2B, Government-to-Business);
- Между различными ветвями государственной власти (G2G, Government-to-Government);

## По странам

### Россия
см. также Цифровизация в России

#### Начало формирования электронного правительства
Концепция электронного правительства была утверждена 6 мая 2008 года Правительством России.
Согласно этой концепции «электронное правительство» будет создаваться в два этапа:
- 2008 год — разработка и утверждение необходимых документов
- 2009—2010 годы — практическое внедрение

10 сентября 2009 года выпущено Постановление № 721 «О внесении изменений в федеральную целевую программу „Электронная Россия (2002—2010 годы)“».
В новой редакции Программы практически отражены мероприятия, цели, показатели результативности, направленные на построение инфраструктуры электронного правительства России и реализацию Концепции формирования в Российской Федерации электронного правительства до 2010 года (распоряжение Правительства Российской Федерации от 6 мая 2008 г. № 632-р)
Согласно положениям Программы построение инфраструктуры электронного правительства будет строиться на унифицированной единой технологической платформе путём объединения на единой телекоммуникационной инфраструктуре его функциональных элементов — информационных систем федеральных органов исполнительной власти, субъектов Российской Федерации, органов местного самоуправления, а также элементов инфраструктуры общественного доступа — центров доступа в общественных приемных, библиотеках и ФГУП «Почта России», ведомственных и региональных центров телефонного обслуживания, сайтов государственных органов в сети Интернет, региональных многофункциональных центров оказания услуг. Кроме оказания услуг для граждан и организаций в основные задачи инфраструктуры электронного правительства входит построение информационно-аналитических систем для повышения эффективности государственного управления, мониторинга социально-экономического развития, управления ходом выполнения приоритетных национальных задач (условное название ГАС «Управление»), то есть затрагиваются существенные вопросы совершенствования и административной реформы государственного управления в России.
В то же время ряд исследователей считают, что в России сложилась проблема недостаточной прозрачности государства в электронном пространстве, что осложняет возможность гражданского контроля и снижает эффективность противодействия коррупции.

#### Этапы перехода на предоставление услуг (функций) в электронном виде
Согласно распоряжению Правительства РФ от 17 декабря 2009 г. N 1993-р «Об утверждении Сводного перечня первоочередных государственных и муниципальных услуг, предоставляемых органами исполнительной власти субъектов РФ и органами местного самоуправления в электронном виде, а также услуг, предоставляемых в электронном виде учреждениями субъектов РФ и муниципальными учреждениями» (с изменениями и дополнениями по состоянию на 28 декабря 2011 г.):
| Этап     | Содержание этапа | Сроки реализации этапа |
| -------- | --- | ---------------------- |
| I этап   | размещение информации об услуге (функции) в Сводном реестре государственных и муниципальных услуг (функций) и на Едином портале государственных и муниципальных услуг (функций)                                                            | до 1 декабря 2010 г.   |
| II этап  | размещение на Едином портале государственных и муниципальных услуг (функций) форм заявлений и иных документов, необходимых для получения соответствующих услуг и обеспечение доступа к ним для копирования и заполнения в электронном виде | до 1 января 2011 г.    |
| III этап | обеспечение возможности для заявителей в целях получения услуги представлять документы в электронном виде с использованием Единого портала государственных и муниципальных услуг (функций)                                                 | до июля 2012 г.        |
| IV этап  | обеспечение возможности для заявителей осуществлять с использованием Единого портала государственных и муниципальных услуг (функций) мониторинг хода предоставления услуги (исполнения функции)                                            | до 1 января 2013 г.    |
| V этап   | обеспечение возможности получения результатов предоставления услуги в электронном виде на Едином портале государственных и муниципальных услуг (функций), если это не запрещено федеральным законом                                        | до 1 января 2014 г.    |

#### Государственная программа «Информационное общество»
Основная работа по формированию электронного правительства была начата с момента принятия государственной программы Российской Федерации «Информационное общество (2011—2020 годы)», утверждённая распоряжением Правительства Российской Федерации от 20 октября 2010 г. № 1815-р в соответствии с которой был выполнен комплекс работ по формированию единой информационно-технологической и телекоммуникационной инфраструктуры электронного правительства.
В настоящее время разработаны и функционируют ключевые элементы национальной инфраструктуры электронного правительства, в том числе:
- Единый портал государственных и муниципальных услуг;
- Единая система межведомственного электронного взаимодействия;
- Национальная платформа распределенной обработки данных;
- Единая система идентификации и аутентификации в инфраструктуре, обеспечивающей информационно-технологическое взаимодействие информационных систем, используемых для предоставления государственных и муниципальных услуг в электронной форме;
- Информационная система головного удостоверяющего центра.

Круглосуточную и бесплатную для граждан информационно-справочную поддержку при работе со всеми проектами Электронного Правительства обеспечивает дочерняя компания ОАО «Ростелеком» «Ростелеком Контакт-центр» (ЗАО МЦ НТТ).

#### Единый портал государственных и муниципальных услуг Gosuslugi.ru
Портал государственных и муниципальных услуг (функций), помимо информирования о порядке получения государственных и муниципальных услуг и функций, обеспечивает возможность для заявителей подавать заявления в электронной форме на получение государственных услуг, получать в электронной форме информацию о ходе рассмотрения заявлений, а также юридически значимый результат рассмотрения заявления. Кроме того, пользователь может в электронной форме оставить отзыв о качестве предоставленных ему услуг.
В настоящее время при регистрации на портале «Госуслуги» пользователь может самостоятельно выбирать способ получения кода активации личного кабинета, либо через почтовое отделение по месту жительства, либо в ближайшем центре обслуживания клиентов ОАО «Ростелеком». Чтобы упростить процедуру регистрации и активации Личного кабинета на Портале, Минкомсвязь России совместно с ОАО «Ростелеком» открыла более 80 центров обслуживания клиентов. Любой гражданин Российской Федерации может пройти регистрацию и получить код активации, предъявив свой паспорт и пенсионное свидетельство (СНИЛС). При этом персональные данные всех пользователей, идентификационные данные и сведения о паролях защищены единой системой идентификации и аутентификации. Дальнейшее развитие указанного порядка предполагает выдачу кодов активации государственными и муниципальными органами власти.
Ресурс адаптирован для пользователей с ограниченными возможностями. В 2011 году разработаны версии Портала на трех иностранных языках — немецком, английском и французском. Переведены и опубликованы интерактивные формы заявлений по госуслугам, которые предоставляются зарегистрированным на территории Российской Федерации гражданам зарубежных государств. На иностранных языках доступна и некоторая другая актуальная информация.
По состоянию на начало мая 2012 года на Едином портале была размещена информация более чем о 900 федеральных, 12 тысячах региональных и более чем 23 тысячах муниципальных услуг. Доступна подача заявлений в электронном виде по 154 федеральным и 1360 региональным и муниципальным услугам. По состоянию на декабрь того же года на Портале зарегистрировались более 3,3 миллионов пользователей, которые подали более 6 млн заявлений на оказание федеральных, региональных и муниципальных услуг.

#### Единая система межведомственного электронного взаимодействия
С целью обеспечения единой технологической и коммуникационной инфраструктуры информационного взаимодействия существующих и создаваемых государственных и муниципальных информационных систем,
а также иных информационных систем, участвующих в процессах
оказания государственных и муниципальных услуг, предоставляемых в электронном виде гражданам Российской Федерации, иностранным гражданам, лицам без гражданства и организациям, а также обеспечения функционирования государственных информационно-аналитических систем Минкомсвязью России создана единая система межведомственного электронного взаимодействия или СМЭВ.
Система взаимодействия предназначена для решения следующих задач:
- обеспечение исполнения государственных и муниципальных функций в электронной форме;
- обеспечение предоставления государственных и муниципальных услуг в электронной форме, в том числе с использованием универсальной электронной карты и Портала;
- обеспечение информационного взаимодействия в электронной форме при предоставлении государственных и муниципальных услуг и исполнении государственных и муниципальных функций.

Приказом Минкомсвязи России от 27 декабря 2010 г. № 190 утверждены технические требования к взаимодействию информационных систем в единой системе межведомственного электронного взаимодействия. Кроме того, постановление Правительства Российской Федерации от 8 июня 2011 г. № 451 обязало использовать СМЭВ госорганы и другие организации, участвующие в предоставлении государственных услуг.
СМЭВ является комплексом программно-технических средств и информационных баз данных, выполняющих функцию регламентированной гарантированной передачи сообщений между подключенными к ней информационными системами госорганов. Используемая при этом технология электронных сервисов позволяет объединить в единую сеть практические любые информационные системы независимо от времени их создания, программной платформы и структуры баз данных. СМЭВ — это полностью защищённая среда, обеспечивающая безопасность передаваемой информации от точки подключения отправителя сообщения до точки подключения его получателя. Система базируется на основе защищённой криптографическими средствами сети передачи данных. К СМЭВ с использованием защищенных каналов связи подключены все федеральные органы исполнительной власти, государственный внебюджетный фонд и иные органы, участвующие в межведомственном взаимодействии а также все субъекты Российской Федерации.
Через СМЭВ проходит более 2 миллионов транзакций в сутки.

#### Национальная платформа распределенной обработки данных
Ещё одним важным элементом создаваемой инфраструктуры электронного правительства является Национальная платформа распределенной обработки данных (НПРОД). Это комплекс информационных систем, которые реализуют «облачные» вычисления (технологию предоставления компьютерных мощностей и программного обеспечения пользователю как услуги с помощью сети Интернет). Такая задача реализуется через автоматизацию процессов выделения компьютерных мощностей, развертывания и разработки приложений с учетом потребляемых услуг. Целью создания НПРОД было оптимизировать расходы на IT-обеспечение органов государственной власти и повысить уровень информатизации органов местного самоуправления. Благодаря НПРОД органы региональной исполнительной власти получат стандартизированные решения в области IT-обеспечения, которые раньше были им недоступны из-за недостатка финансирования, отсутствия квалифицированных кадров или несовместимости программно-технических решений с системами других органов государственной власти.
Выделяемые оператором НПРОД мощности регулируются в зависимости от потребностей конкретного органа исполнительной власти и позволят организации существенно сократить расходы на программно-аппаратные средства. Также уменьшается время внедрения информационных систем в деятельность органов исполнительной власти: необходимые сервисы выделяются единым провайдером в едином информационном пространстве. Важно, что НПРОД может предоставить свои услуги как частным организациям, так и физическим лицам. Услуги Платформы поддерживают развитие бизнеса в области создания IT-инфраструктуры благодаря доступу к стандартизированным сервисам и технологическим решениям. Как следствие, расходы по данной статье сокращаются.
Предполагается, что НПРОД будет реализовать три сервиса облачных вычислений:
- программное обеспечение как услуга (Saas),
- платформа как услуга (Paas),
- инфраструктура как услуга (Iaas).

Разработаны основные принципы и подходы по обеспечению информационной безопасности «облачной» платформы и сервисов, размещенных в ней.

#### Единая система идентификации и аутентификации
Единая система идентификации и аутентификации (ЕСИА) является федеральной государственной информационной системой, обеспечивающей информационно-технологический доступ уполномоченных должностных лиц федеральных органов исполнительной власти, государственных внебюджетных фондов, органов исполнительной власти субъектов Российской Федерации, органов местного самоуправления, государственных и муниципальных учреждений, многофункциональных центров, иных органов и организаций, органов и организаций и их информационных систем, физических и юридических лиц при формировании базовых государственных информационных ресурсов и при межведомственном информационном взаимодействии с использованием единой системы межведомственного электронного взаимодействия и подключенных к ней региональных систем межведомственного электронного взаимодействия.
ЕСИА является инструментом, подтверждающим права граждан на санкционированный доступ к государственным и муниципальным услугам и права уполномоченных должных лиц на санкционированный доступ к необходимым сведениям при предоставлении данных услуг, а также на осуществление юридически значимых действий при предоставлении указанных услуг и исполнении государственных и муниципальных функций.

#### Информационная система головного удостоверяющего центра
Основной целью формирования единого пространства доверия электронной подписи является повышение эффективности государственного управления и качества оказания государственных услуг за счет формирования единого пространства доверия электронной подписи при предоставлении государственных услуг и межведомственного взаимодействия на основе применения сертификатов и ключей электронных подписей, созданных на базе единых критериев и правил формирования с использованием удостоверяющих центров, включенных в единое пространство доверия электронной подписи.
В рамках построения единого пространства доверия достигнуты следующие результаты:
- в единое пространство доверия электронной подписи включено более 150 удостоверяющих центра различной формы собственности. Удостоверяющими центрами, входящими в единое пространство доверия, выдано не менее 10 тысяч сертификатов ключей электронных подписей физическим лицам;
- проведена модернизация федерального удостоверяющего центра в целях реализации функций головного удостоверяющего центра во исполнение Федерального закона от 6 апреля 2011 г. № 63 «Об электронной подписи»;
- разработан, введен в эксплуатацию и в постоянном режиме обеспечивает электронное взаимодействие при предоставлении государственных услуг и межведомственном взаимодействии сервис проверки сертификатов и ключей электронной подписи с использованием средств информационной системы головного удостоверяющего центра, который входит в состав инфраструктуры, обеспечивающей информационно-технологическое взаимодействие действующих и создаваемых информационных систем, используемых для предоставления государственных и муниципальных услуг в электронной форме;
- обеспечена возможность для заявителей в целях получения государственных услуг представлять документы в электронном виде, подписанные электронной подписью.

#### Автоматизированная система обеспечения законодательной деятельности
АСОЗД — федеральная государственная информационная система, целью которой является информационное обеспечение деятельности депутатов Государственной думы РФ и членов Совета Федерации.

#### Официальный интернет-портал правовой информации pravo.gov.ru
Официальный интернет-портал правовой информации (www.pravo.gov.ru)  — сетевое издание, через которое официально опубликовываются законы и другие нормативные акты. Создан в 2010 году, а с 28 марта 2011 года он был введён в постоянную эксплуатацию в сети Интернет.

#### ФЕДЕРАЛЬНЫЙ ПОРТАЛ ПРОЕКТОВ НОРМАТИВНЫХ ПРАВОВЫХ АКТОВ regulation.gov.ru
Официальный сайт для размещения информации о подготовке федеральными органами исполнительной власти проектов нормативных правовых актов и результатах их общественного обсуждения regulation.gov.ru работает с 1 октября 2013 года. Портал позволяет
- Подписаться на интересующие темы и получать уведомления о появлении законотворческих инициатив федеральных ведомств в различных отраслях экономики;
- Обсудить проекты, предложить идеи для их улучшения;
- Оценить, как регулирование влияет на бизнес;
- Принять участие в независимой антикоррупционной экспертизе.

Исследователи отмечали, что законопроекты, опубликованные и прошедшие обсуждение на портале, в дальнейшем видоизменялись, что никак не отображалось на портале; следовательно результаты обсуждения, по сути, игнорировались.

#### Единый портал бюджетной системы Российской Федерации «Электронный бюджет»
Единый портал бюджетной системы Российской Федерации «Электронный бюджет» работает с 2013 года.

#### Международное признание
По итогам 2020 года Россия заняла 36 место в мире в рейтинге электронного правительства ООН («E-Government Survey 2020: E-Government for the People»), что на четыре строчки ниже, чем двумя годами ранее.

### Казахстан

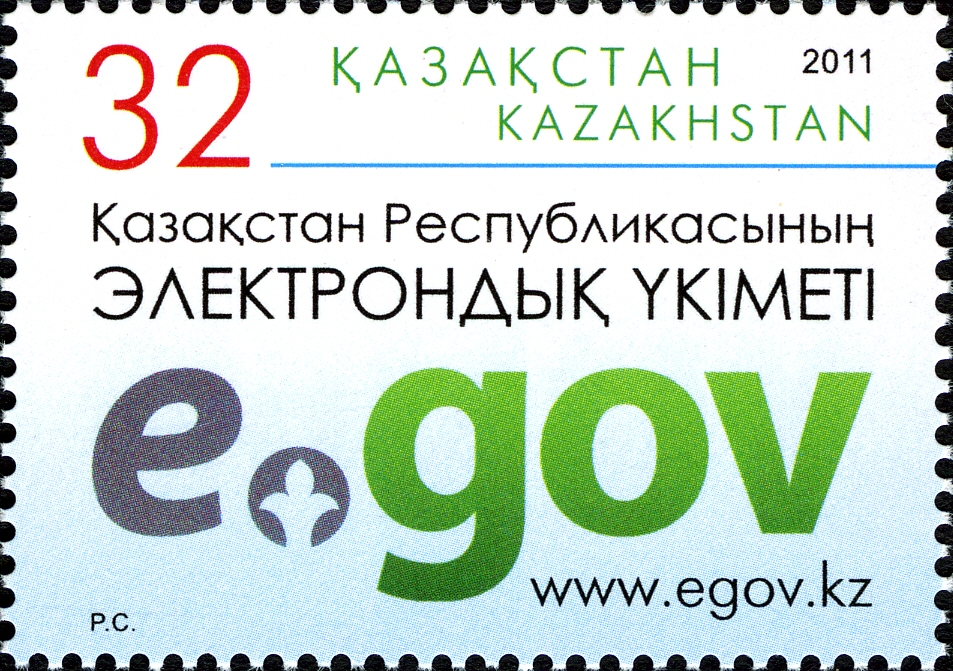
Почтовая марка Казахстана, посвящённая электронному правительству

Идея создания электронного правительства в Казахстане была озвучена в ежегодном Послании Президента Республики Казахстан 19 марта 2004 г.
Портал электронного правительства www.egov.kz разрабатывается национальным оператором в сфере информационных технологий Республики Казахстан АО «Национальные информационные технологии», дочерней компанией АО "Национальный инфокоммуникационный холдинг «Зерде».
10 ноября 2004 года была утверждена Программа формирования Электронного Правительства на 2005—2007 годы. Реализация программы предполагала поэтапное решение следующих задач:
1. Информационный этап — публикация и распространение информации.
2. Интерактивный этап — предоставление услуг путём прямого и обратного взаимодействия между госорганом и гражданином.
3. Транзакционный этап — взаимодействие путём осуществления через правительственный портал финансовых и юридических операций.
4. Информационное общество.

В период с 2007—2009 годы была сформирована инфраструктура е-правительства, созданы базовые компоненты:
- веб-портал и шлюз электронного правительства,
- платежный шлюз электронного правительства,
- электронный межведомственный документооборот,
- инфраструктура открытых ключей,
- единая транспортная среда государственных органов,
- национальные реестры идентификационных номеров,
- электронные государственные услуги.

Создана информационная система «Электронные государственные закупки». С 1 января 2010 года — 100 % переход госзакупок способом запроса ценовых предложений в электронный формат, на www.goszakup.gov.kz.
В 2009—2010 г.г. началось внедрение проектов «Е-лицензирование» для субъектов предпринимательства, "Единая нотариальная информационная система «е-нотариат», системы «Электронный акимат».
В 2010 году на портале появились первые транзакционные услуги, предполагающие возможность проведения онлайн-платежей. Так, в первую очередь была реализована онлайн-оплата налогов, государственных сборов, пошлин и штрафов за нарушение ПДД, в 2011 году — оплата услуг ЖКХ.
В 2011 году портал е-правительства предложил казахстанцам услуги «Регистрации Актов Гражданского Состояния» (РАГС) в новом электронном формате, автоматизировав процедуру подачи заявления на заключение/расторжение брака и регистрацию рождения ребёнка.
В течение 2012 года на портале электронного правительства РК был запущен ряд других социально-важных государственных услуг, среди которых услуги РАГС, Минздрава, МВД и Министерства образования. Об этом в своем докладе поделился министр транспорта и коммуникаций РК Аскар Жумагалиев:
В 2012 году планируется перевод 80 услуг, из них порядка 18 разрешительных документов социально-значимых услуг, что составит около 60% всех подобного рода услуг. В дальнейшем предполагается перевести все социально значимые услуги в электронный формат, кроме того, такая же работа предстоит с разрешительными документами.
Важным шагом в сторону увеличения взаимодействия между гражданами и празавительством является появление сервиса обсуждения проектов электронных услуг. В нём, помимо проектов, планируемых к реализации электронных услуг, для обсуждения выведены и законопроекты «О государственных услугах» и «Об информатизации».
Кроме обсуждения услуг, на портале реализованы и другие сервисы взаимодействия граждан с правительством, например, проведение интернет-конференций с руководителями областей, подача электронных обращений в государственные органы, запись на онлайн прием к первым руководителям посредством видеоконференцсвязи.
Всего же, пользователям портала «электронного правительства» предлагается 126 интерактивных и транзакционных услуг. В это число входят 84 государственных услуг, оплата 21 вида государственных сборов, 16 видов государственных пошлин, 4 видов налоговых платежей, а также оплата штрафов за нарушения Правил дорожного движения.
По данным рейтинга ООН по глобальной готовности к электронному правительству в 2012 году Казахстан занимает 38 позицию. В классификации по показателю «электронное участие» (e-participation) граждан в электронных государственных проектах в 2012 году Казахстан находится на 2 месте.
По итогам 2013 года были автоматизированы процессы оказания 241 услуги и разрешения. А также в 2013 году зафиксировано рекордное количество оказанных через инфраструктуру E-gov электронных услуг — их число составило 38 млн услуг против 21,4 млн услуг в 2012 году. Наряду с этим были запущены 4 новые услуги в мобильном приложении E-gov, Единый контакт-центр государственных органов, а также сервис «Публичное обсуждение НПА».
Ряд государственных услуг населению оказываются в Центрах обслуживания населения (ЦОН), сеть которых охватывает всю республику.
26 ноября глава министерства цифрового развития, инноваций и аэрокосмической промышленности РК Жаслан Мадиев рассказал, что для защиты персональных данных жителей страны чиновники привлекают в рамках программы «Bug Bounty» белых хакеров. В Egov фиксировали около 200 уязвимостей, которые могли бы привести к непредсказуемым последствиям, но с помощью этой программы Egov оперативно закрыл все уязвимости.
Казахстан занял 24 место в категории развития электронного правительства. Это лучший результат страны за всю историю участия. Казахстан обогнал такие страны, как Китай, Франция, Канада и Турция.

### Беларусь
9 августа 2010 года — постановлением Совета Министров (№ 1174) — принять Стратегию развития информационного общества в Республике Беларусь на период до 2015 года (предусматривается создание системы «Электронное правительство»). Из представителей госорганов для разработки проекта госпрограммы по реализации стратегии создаётся межведомственная рабочая группа.
Указ Президента № 60, постановление правительства № 645 установили определённые требования к контенту веб-сайтов госорганов.
НИРУП «Институт прикладных программных систем» (входит в структуру Министерства связи и информатизации). Направления работы:
- Развитие или создание больших государственных информационных систем для государственных органов: Министерства юстиции (Единый государственный регистр юридических лиц и предпринимателей), для Министерства по налогам и сборам, для Фонда социальной защиты, для Департамента по ценным бумагам Минфина и др.
- Общегосударственная автоматизированная информационная система, ОАИС[24] (фактически является ядром инфраструктуры электронного правительства)
- Государственная регистрация информационных ресурсов[25] и государственная регистрация информационных систем[26] (институт Министерством связи определён их оператором)

Также уже действуют: единый госпортал электронных услуг, вводится система электронных аукционов госзакупок (государственные закупки в электронном формате — первый шагом к началу реализации соглашения о государственных (муниципальных) закупках).
Директива № 4 «О развитии предпринимательской инициативы и стимулировании деловой активности в Республике Беларусь» предусматривает возможность электронной государственной регистрации юридических лиц и индивидуальных предпринимателей и создание веб-портала Единого государственного регистра юридических лиц и индивидуальных предпринимателей (ЕГР). Проект сдан в промышленную эксплуатацию

### Украина
Главным координационным государственным органом в вопросах Электронного правительства является Государственное агентство по вопросам электронного правительства, которое было создано 4 июня 2014 года.
Началом формирования государственной политики развития информационного общества стало принятие в 1998-2006 годах Законов Украины «Про электронные документы и электронный документооборот», «Про национальную программу информатизации», «Про электронную цифровую подпись» и ряда государственных актов, связанных с информатизацией. Позже был принят Закон Украины «Про основные принципы развития информационного общества в Украине на 2007-2015 года», «Про защиту информации в информационно-телекоммуникационных системах» и ряд других законодательных актов, на правленых на конкретизацию и детализацию этих законов. В этом законе делалось ударение на использовании информационно-телекоммуникационных технологий для улучшения государственного управления, отношений между государством и гражданами.  Следующий этап развития электронного правительства начался в 2015 году после принятия Соглашения парламентских фракций Верховной Рады Украины (в 2014 году) и принятия Стратегии развития «Украина — 2020», которая была утверждена Указом Президента Украины от 12.01.2015 (№ 5/2015).
В 2018 году Украина занимает 82 место в рейтинге электронного правительства ООН.

### Таиланд
Для внедрения принципов электронного правительства Министерство информационных и телекоммуникационных технологий Таиланда разработало план для создания современной системы электронных услуг в течение 2009-2014 годов.
Следующим этапом стал Пятилетний проект цифрового правительства, который начался в 2016 году и завершится в 2021 году. Этот проект предполагает, что в течение пяти лет более 80% правительственных учреждений Таиланда будут использовать электронные документы для идентификации.
Существует Единый государственный портал электронного правительства Таиланда, разработанный  Министерством информационных и телекоммуникационных технологий в 2008 году.
В 2018 году Таиланд занимает 73 место в рейтинге электронного правительства ООН.

### Азербайджан
см. также Цифровизация в Азербайджане, Интернет в Азербайджане, Служба «ASAN»
Деятельность электронного правительства в Азербайджане основывается на «Государственной программе по развитию связи и информационных технологий в Азербайджанской Республике на 2010-2012 годы (Электронный Азербайджан)», а также на правовой базе по указу от 23 мая 2011 года «О некоторых мерах в сфере организации  оказания электронных услуг в государственных органах». С 25 апреля 2012 года начал действовать интернет-портал "Электронное правительство".
В 2018 году Азербайджан занимает 70 место в рейтинге электронного правительства ООН.

### Эстония
Основная статья: э-Эстония

Основная статья: Электронная подпись в Эстонии

С 2000 года правительство Эстонии перешло к безбумажным заседаниям кабинета министров, пользуясь электронной сетью документации в Интернете. По результатам конкурса Европейской комиссии проект переведения госсектора на электронную документацию, в результате которого к электронному обмену документами присоединилось уже около 500 учреждений, в том числе все министерства, уездные управы и почти все департаменты и инспекции, был признан лучшим в Европе.
С 2000 года в Эстонии можно подавать налоговые декларации электронным путём. В 2010 году 92 % налоговых деклараций в Эстонии были предоставлены через Интернет. Через единый портал гражданин по сети Интернет может получать различные государственные услуги.
Сегмент Интернета в Эстонии является одним из наиболее развитых как в Европе, так и во всём мире. В 2019 году, по данным МСЭ, в стране насчитывалось 1 276 521 интернет-пользователь, что составляло примерно 97,9 % от населения страны, по этому показателя Эстония занимала 1-е место в ЕС. По данным десятого доклада аналитического центра Freedom House, анализирующего права и свободы людей в публичном веб-пространстве в 65 странах мира, который охватывает период с июня 2019 года по июнь 2020 года: Эстония занимает второе место в мире по свободе интернета после Исландии В рейтинге развития информационных технологий Эстония занимает 24-е место среди 142 стран мира, а в рейтинге открытости Интернета уверенно лидирует. 71 % владельцев домов и квартир, а также все эстонские школы имеют точки выхода в Интернет. В стране создано более 1100 бесплатных Wi-Fi-зон. С 2006 года в Эстонии началось строительство беспроводных сетей WiMAX, которые к 2013 году покрывают почти всю территорию страны.
По состоянию на январь 2009 года в Эстонии проживали более 1 000 000 обладателей ID-карт (90 % всего населения Эстонии). ID-карта является удостоверяющим личность документом для всех граждан Эстонии старше 15 лет и постоянных жителей Эстонии, находящихся в стране на основании вида на жительство. С помощью ID-карты жители Эстонии могут удостоверить свою личность как обычным, так и электронным способом, а также использовать карту для оформления цифровой подписи, для участия в выборах и даже покупки проездных билетов на общественный транспорт.

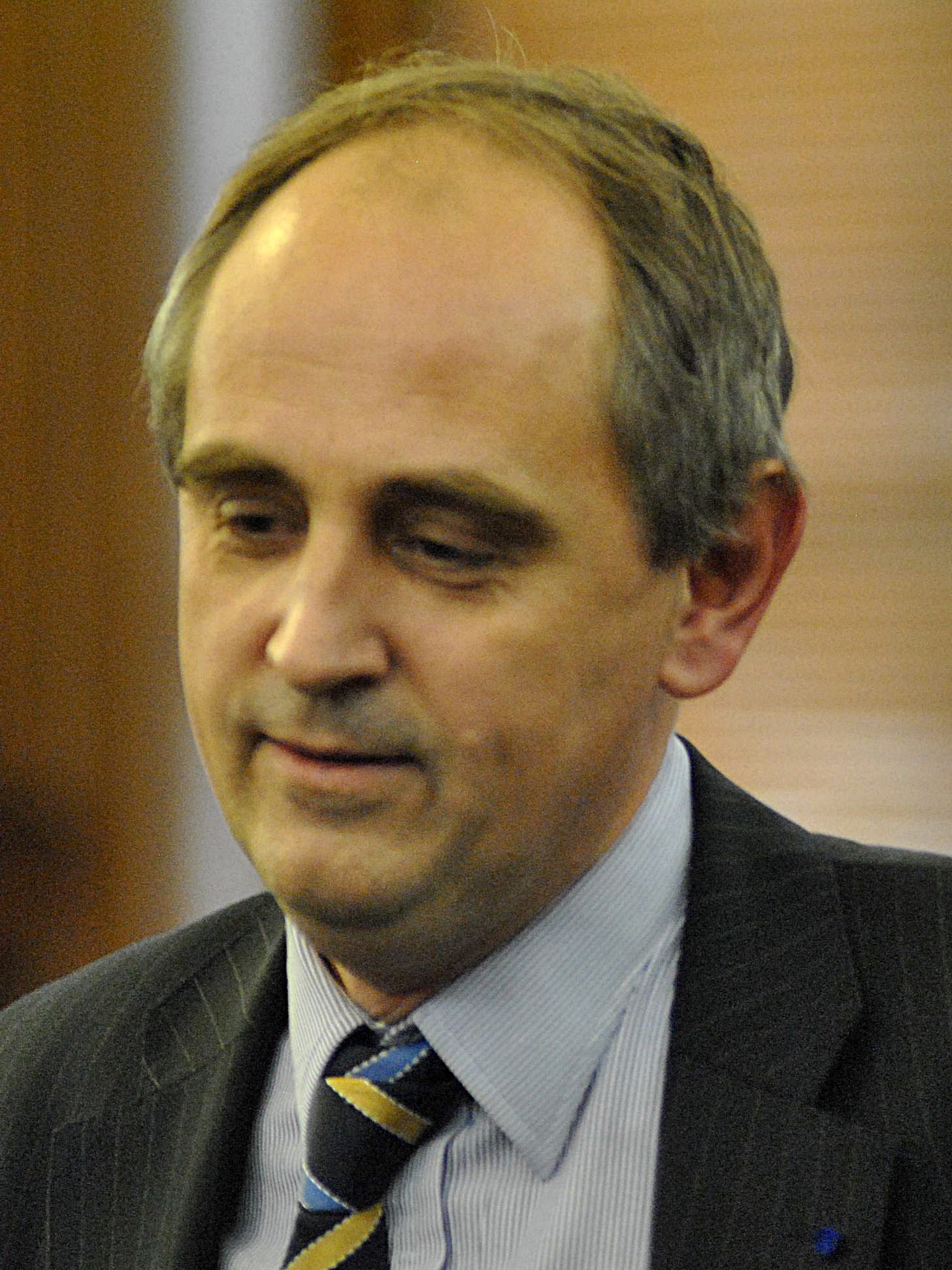
Первый электронный резидент Эстонии, британский журналист Эдвард Лукас

В октябре 2005 года прошли интернет-выборы в органы местных самоуправлений. Эстония стала первой страной в мире, реализовавшей голосование через интернет как одно из средств подачи голосов. В 2007 году Эстония стала первой в мире страной, предоставившей своим избирателям возможность голосовать через Интернет на парламентских выборах. На прошедших парламентских выборах 2019 года в Эстонии через интернет были поданы рекордные 247 232 голоса, 43,8 % от общего числа. На прошедших парламентских выборах 2023 года в Эстонии через интернет были поданы рекордные 313 510 голосов, 51,1 % от общего числа.

#### Электронное резидентство
Электронное резидентство (e-Residency) — программа, запущенная правительством Эстонии 1 декабря 2014 года, которая позволяет людям, не являющимся гражданами Эстонии, иметь доступ к таким услугам со стороны Эстонии, как формирование компании, банковские услуги, обработка платежей и оплата налогов. Программа даёт всем её участникам (так называемым e-resident) смарт-карты, которые они могут использовать в дальнейшем для подписания документов. Программа направлена на людей из не зависящих от местоположения сфер предпринимательства, например, разработчиков программного обеспечения и писателей.
Первым виртуальным резидентом Эстонии стал британский журналист Эдвард Лукас.
Виртуальное резидентство не связано с гражданством и не дает прав физически посещать или переселяться в Эстонию. Виртуальное резидентство не влияет на налогообложение доходов резидентов, не делает обязанностью платить подоходный налог в Эстонии и не освобождает от налогообложения доходов в стране проживания (гражданства / подданства) резидента. Виртуальное резидентство позволяет использовать следующие возможности: регистрация компании, подписание документов, зашифрованный обмен документами, онлайн-банкинг, подача налоговой декларации, а также управление медицинскими услугами, связанными с медицинскими рецептами. Смарт-карта, выданная в соответствующих органах, предоставляет доступ к услугам. Регистрация бизнеса в Эстонии является «полезным для предпринимателей в интернете на развивающихся рынках, которые не имеют доступа к поставщикам онлайн платежей», а также для стартапов с таких стран, как Украина или Белоруссия, которые подвергаются финансовым ограничениям со стороны их правительств.
По состоянию на 2019 года электронными резидентами Эстонии стали более 60 000 человек, на 2020 год — более 65 000 человек, ими было создано более 10 100 компаний. За 5 лет работы программа принесла более € 35 млн прямого дохода экономике Эстонии, а также другие косвенные экономические выгоды. По состоянию на 2021 год электронными резидентами Эстонии стали более 80 000 человек из 170 стран мира.

### США
В США развитием электронного правительства занимается специальное подразделение администрации президента США — Управление Электронного правительства (англ. Office of E-Government and Information Technology), которое, в свою очередь является подразделением Управления менеджмента и бюджета. Управление Электронного правительства возглавляет Федеральный директор по информационным технологиям. Должность федерального директора по информационным технологиям была введена Законом об электронном правительстве 2002 года, до 2009 эта должность носила название «Администратор электронного правительства и информационных технологий» при Управлении менеджмента и бюджета.